# Ο̈́
Cette page contient des caractères spéciaux ou non latins. S’ils s’affichent mal (▯, ?, etc.), consultez la page d’aide Unicode.
Ne doit pas être confondu avec la lettre latine Ö́.
L’omicron tréma tonos, ο̈́, est une lettre grecque additionnelle utilisée dans l’écriture du cappadocien par certains auteurs.

## Utilisation
En cappadocien, dans le Lexique historique du grec moderne (en), Ἱστορικὸν Λεξικὸν τῆς Νέας Ἑλληνικῆς (ΙΛΝΕ), l’omicron tréma tonos est utilisé pour représenter une voyelle mi-ouverte antérieure arrondie [œ] avec l’accent tonique, par exemple dans le mot ‹ τσο̈́ν › « est situé » dans la phrase ‹ ντου μύλου (...) τσο̈́ν γυο τρία σαάτια μακρά › « le moulin est situé à deux ou trois heures ».